# Сантос, Эмерсон Раймундо
Э́мерсон Райму́ндо Са́нтос (порт. Emerson Raymundo Santos; родился 5 апреля 1995 года, Итабораи, штат Рио-де-Жанейро) — бразильский футболист, защитник клуба «Касива Рейсол».

## Биография
Эмерсон Сантос — воспитанник «Ботафого». С 2014 года стал привлекаться к основному составу, но дебютировал на профессиональном уровне уже в 2015 году. 30 апреля он вышел в основном составе выездного матча Кубка Бразилии против «Капавариано». «Ботафого» выиграл со счётом 2:1. 28 ноября того же года впервые сыграл в матче чемпионата («Ботафого» в том сезоне выступал в Серии B) против «Америки Минейро» (0:0). Таким образом, Эмерсон поучаствовал в кампании по возвращению «одинокой звезды» в высший дивизион. В Серии A защитник впервые сыграл 22 мая 2016 года. «Ботафого» в гостях сыграл со «Спортом Ресифи» вничью 1:1. Эмерсон вышел на замену во втором тайме.
В августе 2017 года подписал предварительное соглашение с «Палмейрасом», и в начале 2018 года стал игроком клуба из Сан-Паулу. Дебютировал за новую команду 4 мая 2018 года, выйдя на замену в конце матча Кубка Либертадорес против «Альянсы Лимы» (победа в гостях со счётом 3:1). В июле 2018 года был отдан в аренду до конца 2019 года в «Интернасьонал».
В 2020 году вернулся в «Палмейрас», но в победном чемпионате штата Сан-Паулу не сыграл ни одного матча, хотя регулярно попадал в заявку. 19 декабря дебютировал за «свиней» в Серии A — его команда в Форталезе уступила одноимённому клубу со счётом 0:2. В розыгрыше Кубка Либертадорес 2020 Эмерсон Сантос сыграл в шести матчах. Помог своей команде выиграть этот турнир.

## Достижения
- Чемпион штата Сан-Паулу (1): 2020 (не играл)
- Победитель бразильской Серии B (1): 2015
- Финалист Кубка Бразилии (1): 2019
- Обладатель Кубка Либертадорес (1): 2020